# Марк Юний Брут (претор 88 пр.н.е.)
Вижте пояснителната страница за други личности с името Марк Юний Брут.
Марк Юний Брут (на латински: Marcus Junius Brutus; † 82 пр.н.е.) e политик, сенатор, през 88 пр.н.е. претор на Римската република и дядо на Марк Юний Брут, убиецът на Цезар.
Произлиза от клон Брут на фамилията Юнии. Син е на Марк Юний Брут (известен обвинител след 114 пр.н.е.).
Той е баща на Марк Юний Брут Старши († 77 пр.н.е., народен трибун 83 пр.н.е. и първият съпруг на Сервилия Цепионис), бащата на Марк Юний Брут, убиецът на Цезар.